# Tous nos jours parfaits
Tous nos jours parfaits (All the Bright Places) est un roman pour jeunes adultes de l'écrivaine américaine Jennifer Niven publié aux États-Unis en 2015 par Alfred A. Knopf, et le 17 septembre 2015 par Gallimard Jeunesse en français.
Le roman a connu un grand succès public et critique[réf. nécessaire].

## Synopsis
Finch est la « bête curieuse » de l'école. Ayant des troubles bipolaire, il oscille entre les périodes d'accablement, dominées par des idées morbides et les phases « d'éveil » où il déborde d'énergie. De son côté, Violet avait tout pour elle. Mais, neuf mois plus tôt, sa sœur adorée est morte dans un accident de voiture. La survivante a perdu pied, s'est isolée et s'est laissé submerger par la culpabilité. Mais ce jour-là tout change : quand Violet et Finch se rencontrent, ils sont au bord du vide, en haut du clocher du lycée, décidés à en finir avec la vie. Ils vont commencer à tisser des liens amoureux autour de balades dans leur État de l'Indiana, ce qui à la base devait juste être un projet pour les cours devint un rituel amoureux autour d'un règlement fixé par Finch et accepté pleinement par Violet. Leur romance dramatique est aussi fortement enjouée par des phrases de Virginia Woolf, elle aussi, bipolaire comme Finch (du moins non diagnostiqué). 
Violet va réapprendre à vivre avec un garçon qui veut mourir.

## Adaptation
Le Roman a fait l'objet d'une adaptation cinématographique par Miguel Arteta, produite par Netflix, et sortie le 28 février 2020, avec Elle Fanning dans le rôle de Violet Markey et Justice Smith dans celui de Theodore Finch.